# Acroceratitis biseta
Acroceratitis biseta är en tvåvingeart som beskrevs av Wang 1996. Acroceratitis biseta ingår i släktet Acroceratitis och familjen borrflugor. Inga underarter finns listade i Catalogue of Life.